# Safranera
La safranera o safrà (Crocus sativus) és una espècie de planta amb flors del gènere Crocus dins la família de les iridàcies (Iridaceae). És una planta nativa de Grècia que es conrea per a l'obtenció del safrà, que són els estigmes de la flor assecats, utilitzat com a espècia, en farmacologia i com a colorant.
Addicionalment pot rebre els noms de crocus i safrà cultivat. També s'han recollit les variants lingüístiques azafrà, saffran i safran.

## Descripció
És una planta herbàcia vivaç, un geòfit amb corm, el cicle de la part aèria de la planta comença a la tardor quan broten les flors i les fulles i finalitza en començar l'estiu quan les fulles es marceixen i s'assequen. El corm no es preserva d'un any a l'altre, en brotar la part aèria apareixen un petits corms a la base que creixeran i reemplaçaran el que ha originat la planta. Les fulles són linears, allargades i estretes, amb el marge enter i amb l'àpex agut. Les flors poden aparèixer abans o després de les fulles, el periant està format per sis pètals de color violaci, l'androceu per tres estams amb anteres grogues i el gineceu per un ovari ínfer trilocular, tricarpel·lar, amb tres estils llargs, coronats per un estigma vermell.

## Taxonomia
Aquesta família va ser publicada per primer cop l'any 1753 a l'obra Species Plantarum de Carl von Linné (1707-1778).

### Sinònims
Els següents noms científics són sinònims heterotípics de Crocus sativus:
- Crocus autumnalis Sm.
- Crocus officinalis (L.) Honck.
- Crocus orsinii Parl.
- Crocus pendulus Stokes
- Crocus sativus var. cashmerianus Royle
- Crocus sativus var. officinalis L.
- Crocus sativus var. orsinii (Parl.) Maw
- Crocus sativus subsp. orsinii (Parl.) K.Richt.
- Crocus setifolius Stokes
- Geanthus autumnalis Raf.
- Safran officinarum Medik.